# Кедія-Міке
Кедія-Міке (рум. Chedia Mică) — село у повіті Харгіта в Румунії. Входить до складу комуни Шимонешть.
Село розташоване на відстані 226 км на північ від Бухареста, 57 км на захід від М'єркуря-Чука, 121 км на південний схід від Клуж-Напоки, 87 км на північний захід від Брашова.

## Населення
За даними перепису населення 2002 року у селі проживали 73 особи, з них 71 особа (97,3%) угорців. Рідною мовою 71 особа (97,3%) назвала угорську.